# Talladega County
Talladega County is een county in de Amerikaanse staat Alabama.
De county heeft een landoppervlakte van 1.915 km² en telt 80.321 inwoners (volkstelling 2000). De hoofdplaats is Talladega.

## Bevolkingsontwikkeling

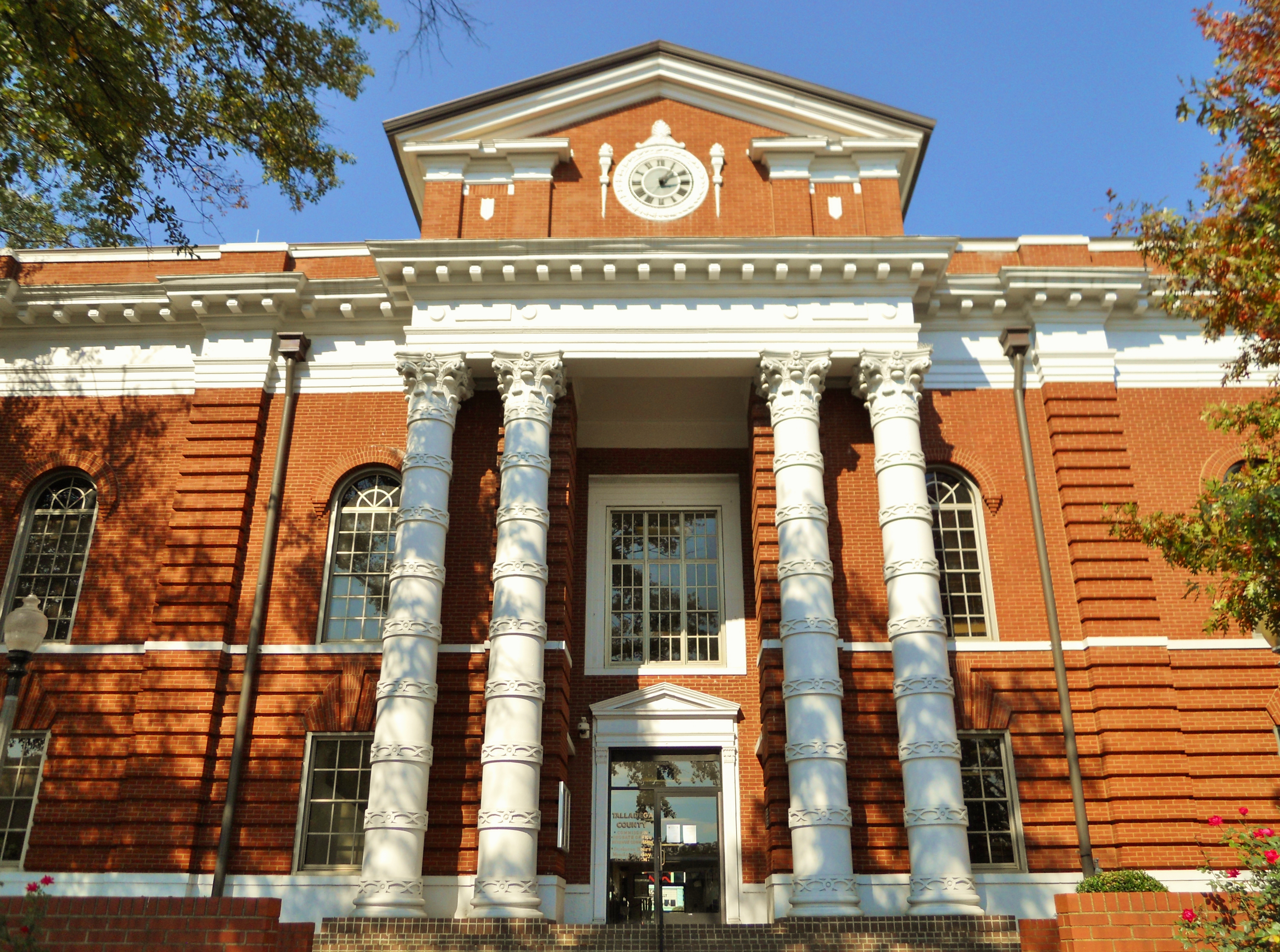
Talladega County Courthouse